# Chain of Command
Chain of Command è un album in studio del gruppo musicale heavy metal statunitense Jag Panzer, pubblicato nel 2004 in CD con tiratura limitata a 5000 copie.
| Recensione        | Giudizio |
| ----------------- | -------- |
| Rock Hard tedesco | [ 3 ]    |

## Il disco
Inciso nel 1987, Chain of Command è il secondo disco registrato in studio dalla band, però non è mai stato ufficialmente pubblicato fino al 2004, in precedenza sono circolate solo delle copie non autorizzate. La registrazione è avvenuta con tre nuovi componenti rispetto all'album d'esordio. Bob Parduba ha temporaneamente sostituito al microfono Harry Conklin, Joey Tafolla ha lasciato la band e al suo posto è stato ingaggiato il chitarrista Christian Lasegue, infine, Rikard Stjernquist è subentrato a Rick Hilyard come batterista.
L'album è stato rimasterizzato e pubblicato nel 2004 dalla Century Media in CD con tiratura limitata e con l'aggiunta della traccia When the Walls Come Down. Nel 2008 l'etichetta italiana Night Of The Vinyl Dead Records lo ha pubblicato per la prima volta in vinile limitatamente a 350 copie.

Nel 2013 è stato ristampato con due tracce bonus, sia in compact disc che in formato LP, dalla High Roller Records. Questa edizione ha una copertina diversa rispetto all'originale.
La canzone In a Gadda da Vida è una cover del gruppo rock statunitense Iron Butterfly originariamente uscita nel 1968.

## Tracce
Testi e musiche di Jag Panzer.
1. Prelude – 0:24 – (strumentale)
2. Chain of Command – 5:07
3. Shadow Thief – 5:27
4. She Waits – 4:55
5. Ride Through the Storm – 5:23
6. In a Gadda da Vida (cover degli Iron Butterfly) – 4:45
7. Never Surrender – 4:48
8. Burning Heart – 3:46
9. Sworn to Silence – 3:14
10. Dream Theme – 4:36 – (strumentale)
11. Gavotte in D – 1:08 – (strumentale)

### Tracce bonus
1. When the Walls Come Down – 4:47

Ristampa High Roller Records
1. When the Walls Come Down (demo) – 6:09
2. Battle Zones (live) – 3:15

## Formazione
- Bob Parduba - voce
- Christian Lasegue - chitarra
- Mark Briody - chitarra e tastiera
- John Tetley - basso
- Rikard Stjernquist - batteria